# Escultura del Renacimiento en Aragón

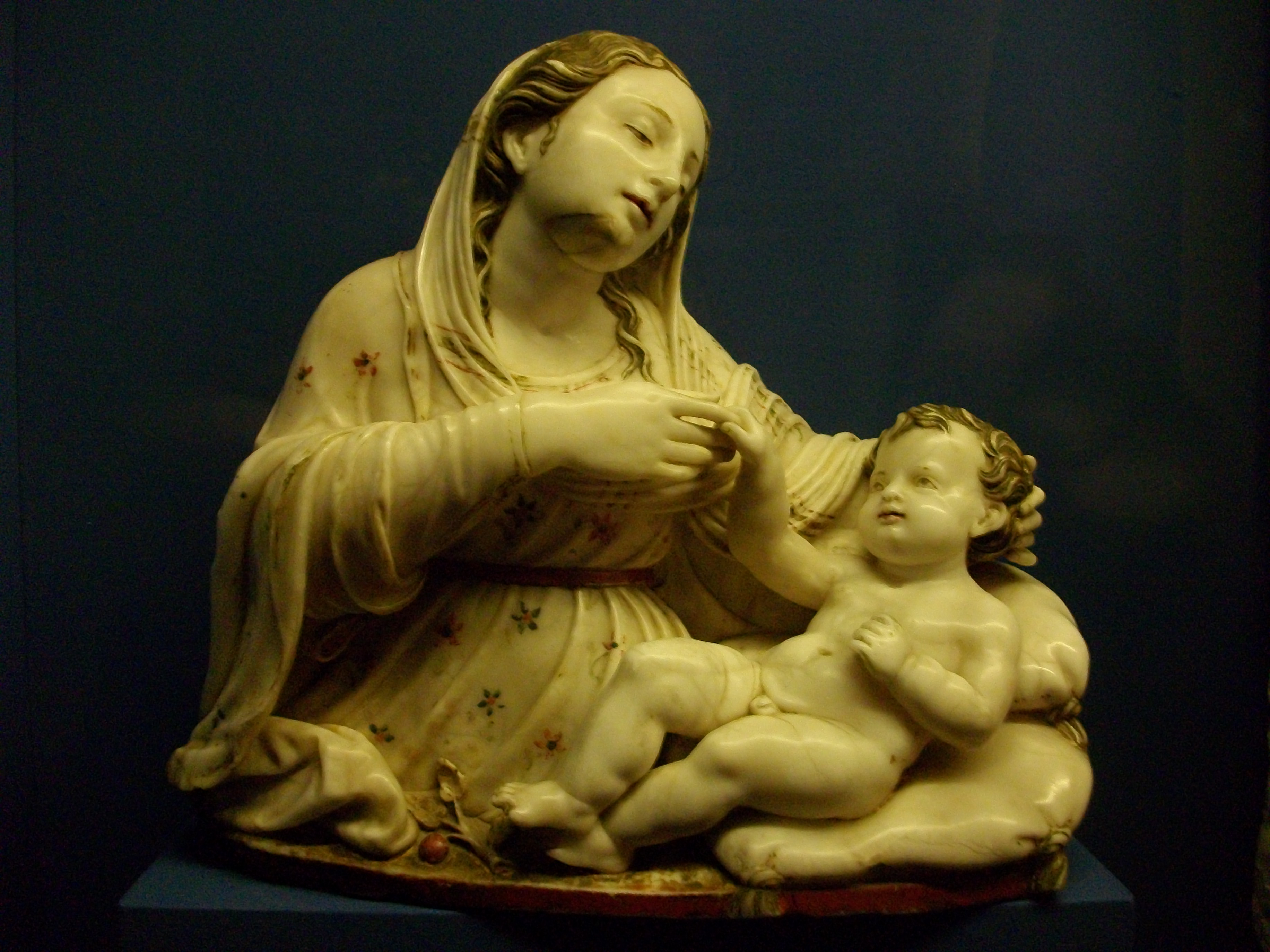
Damián Forment, Nuestra Señora del Coro, hacia 1515. Alabastro policromado y dorado, procedente del Convento de «Las Fecetas», de Zaragoza.

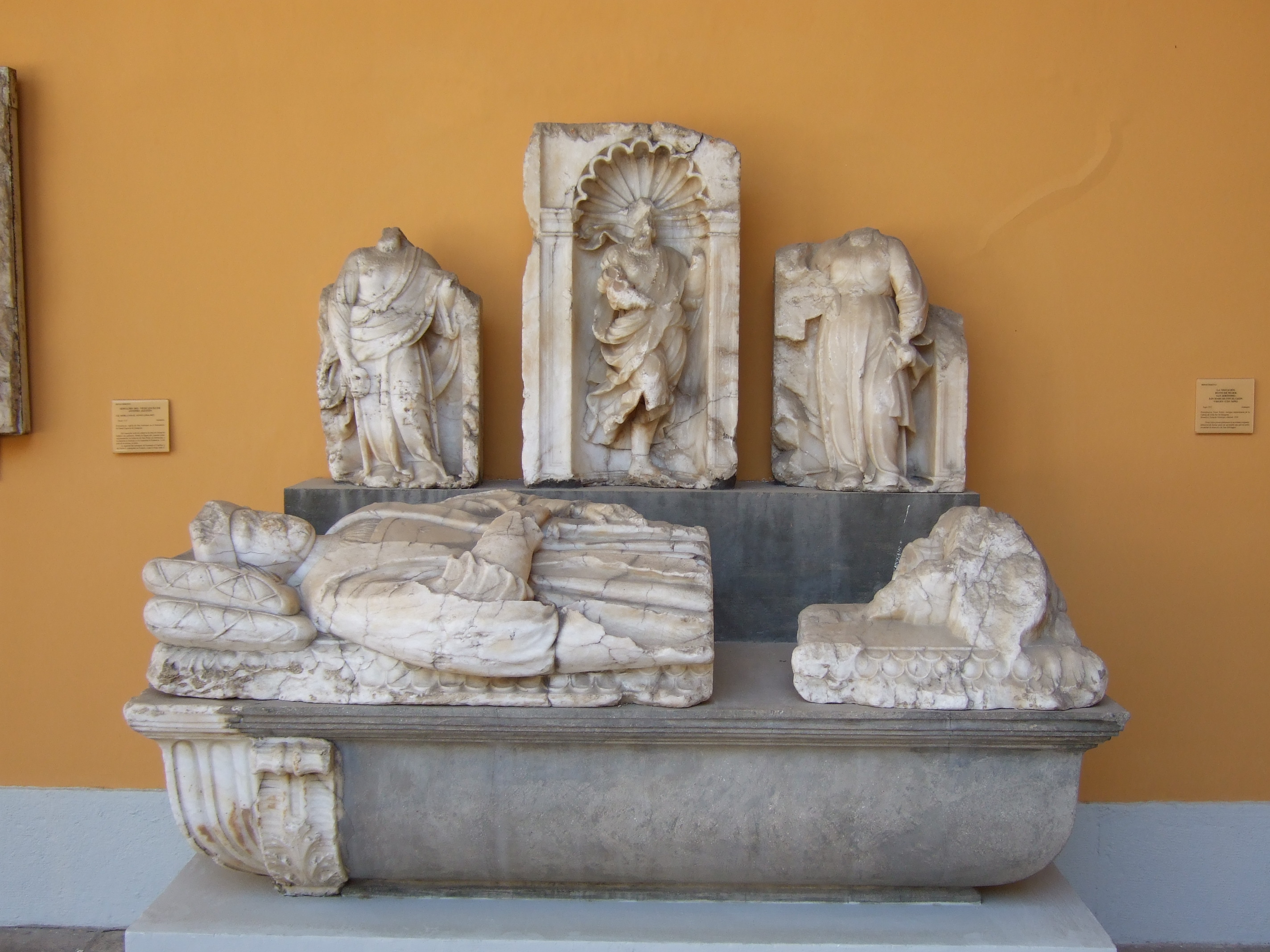
Sepulcro del Vicecanciller Antonio Agustín de Gil de Morlanes el Joven. Museo de Zaragoza.

La escultura del Renacimiento en Aragón (España) presenta características propias que la pueden diferenciar del resto de España. En la labra de los rostros, paños y actitudes, las formas son serenas y líricas, con un fondo goticista que se verá claramente en la obra de su mejor representante, el escultor valenciano Damián Forment. Esta etapa supone para la escultura aragonesa una época de gran esplendor y junto con la escuela castellana va a dar a España lo mejor de este arte.
A pesar de las buenas relaciones existentes entre el reino de Aragón e Italia no se dio el hecho (como en Castilla y Andalucía) de que trabajaran artistas llegados de Italia, con excepción del florentino Juan de Moreto, afincado en Aragón. La única pieza importada fue la del sepulcro de Bellpuig en la región catalana, realizado por el escultor renacentista italiano Giovanni da Nola.

## Antecedentes

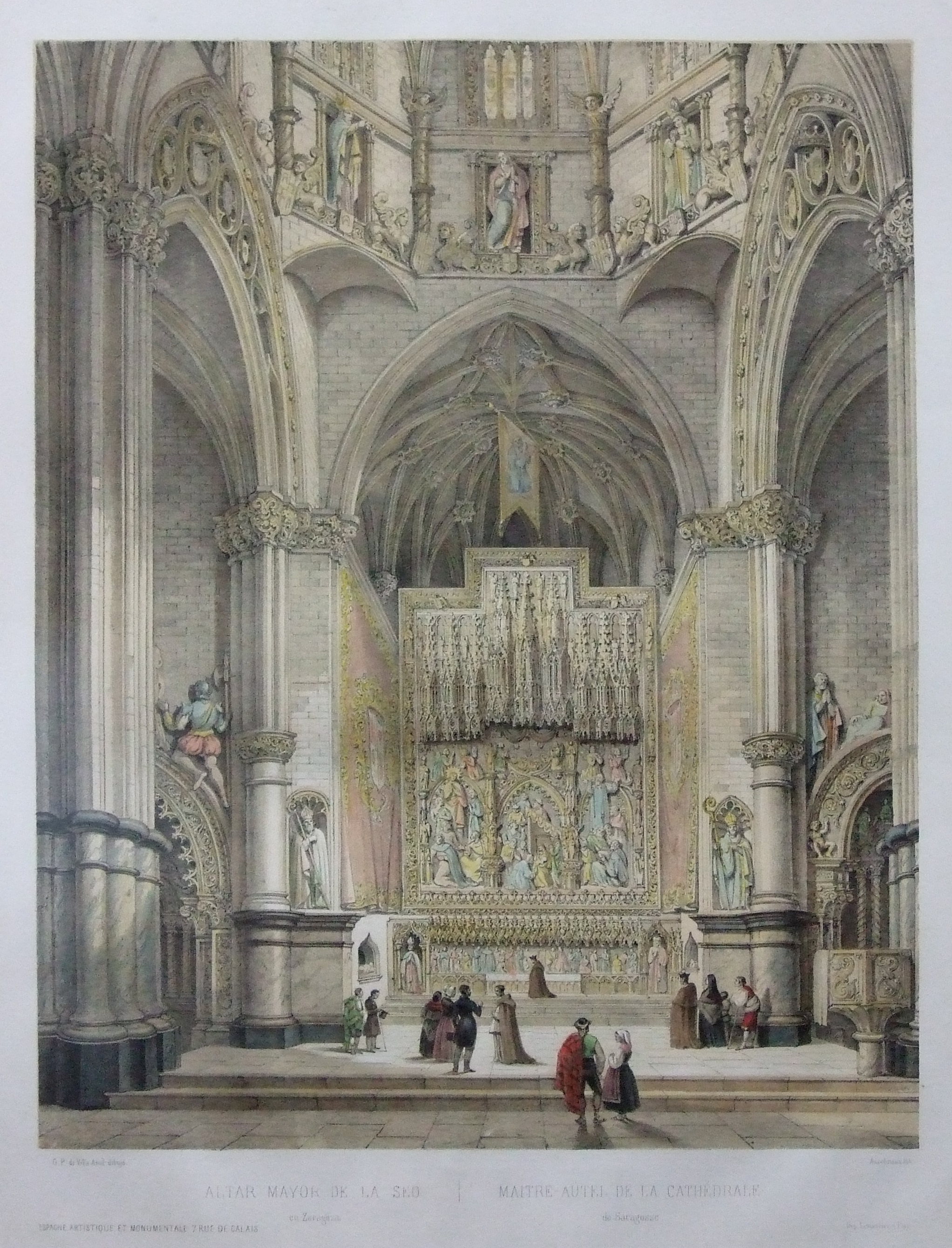
Retablo mayor de la Seo de Zaragoza.

Aragón contaba ya con una tradición excepcional en el arte de la escultura pues durante todo el siglo XV se habían elaborado obras en estilo gótico, obras muy buenas y dignas de mención: decoración en piedra blanca de la capilla de los Corporales (basílica de Daroca); banco del retablo en alabastro para la capilla del palacio arzobispal de Zaragoza; y la obra cumbre, el monumental retablo mayor de la Seo de Zaragoza comenzado en 1434 por el escultor catalán Pere Johan, continuado por Francí Gomar y Hans Piet Dansó (o d'Ansó) y terminado en 1488 por Gil Morlanes el Viejo con la aportación del tabernáculo.

## Los maestros y las obras. Generalidades

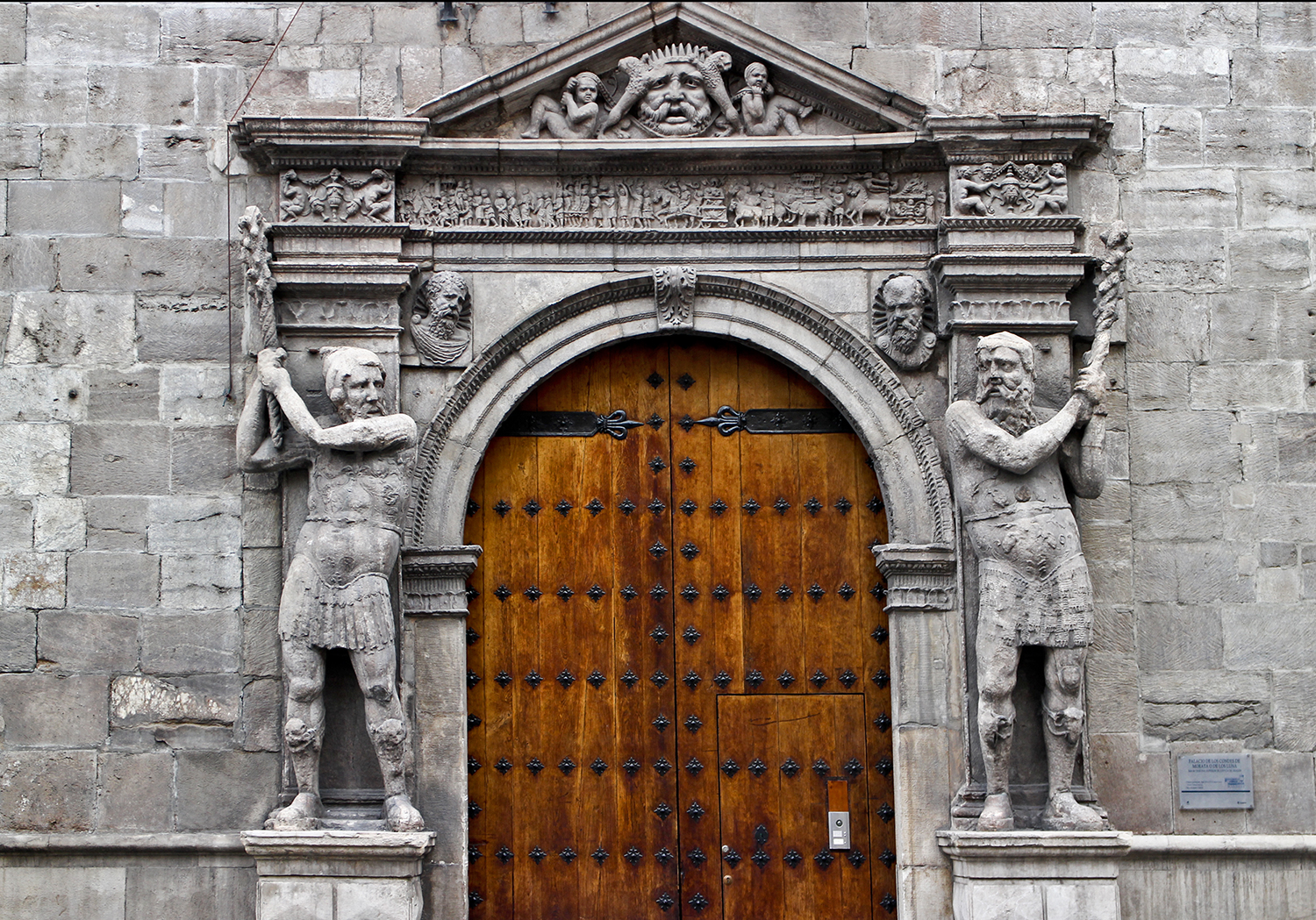
Palacio de los Condes de Morata o palacio de los Luna.

Una de las características de Aragón es que sus maestros trabajaron generalmente en equipo, incluso a veces se traspasaban las obras aun después de haber firmado los contratos. Estos autores influyeron bastante en la escultura navarra y riojana anterior a Juan de Ancheta, en especial los escultores Forment y Gabriel Yoly. Otra característica es su expansión geográfica pues mientras la escuela castellana exportó sus escultores y su obra hacia Andalucía, los aragoneses se restringieron a Zaragoza y alrededores, dando una especial importancia a sus talleres donde colaboraban sin salir del lugar. Los talleres tuvieron una inmensa relevancia y bastantes veces se crearon consorcios entre ellos. Dentro del taller se tenía muy en cuenta la misión del maestro escultor director, atendiendo especialmente a su estilo y dibujos previos. El taller de Damián Forment fue un ejemplo de colaboración y calidad y fue afamado desde sus inicios.
Los clientes del Reino de Aragón, a partir del primer tercio se inclinaron por la demanda a lo romano y no a lo moderno, entendiendo por moderno el arte gótico, ya que el Renacimiento se remontaba a las obras clásicas (antiguas) de los romanos. La obra realizada con más frecuencia fue el retablo. En esta época se dio una masiva renovación de retablos en catedrales y monasterios. También hubo encargos de grandes sepulcros, la mayoría de ellos desaparecidos. En este género es de destacar el conjunto monumental de la capilla funeraria de Hernando de Aragón en la seo de Zaragoza, de 1550.
La escultura aragonesa está muy ligada a la arquitectura civil y puede verse en portadas de palacios (como ejemplo, el de los condes de Morata en Zaragoza llamado palacio de los Luna), patios y fachadas. 
Los materiales empleados fueron la madera y el alabastro. La madera se empleó tanto en blanco para sillerías de coro, como policromada para retablos. El alabastro fue muy frecuente pues había muchas canteras de gran calidad en la región. El taller de Damián Forment alcanzó el máximo nivel con sus obras realizadas en este material.

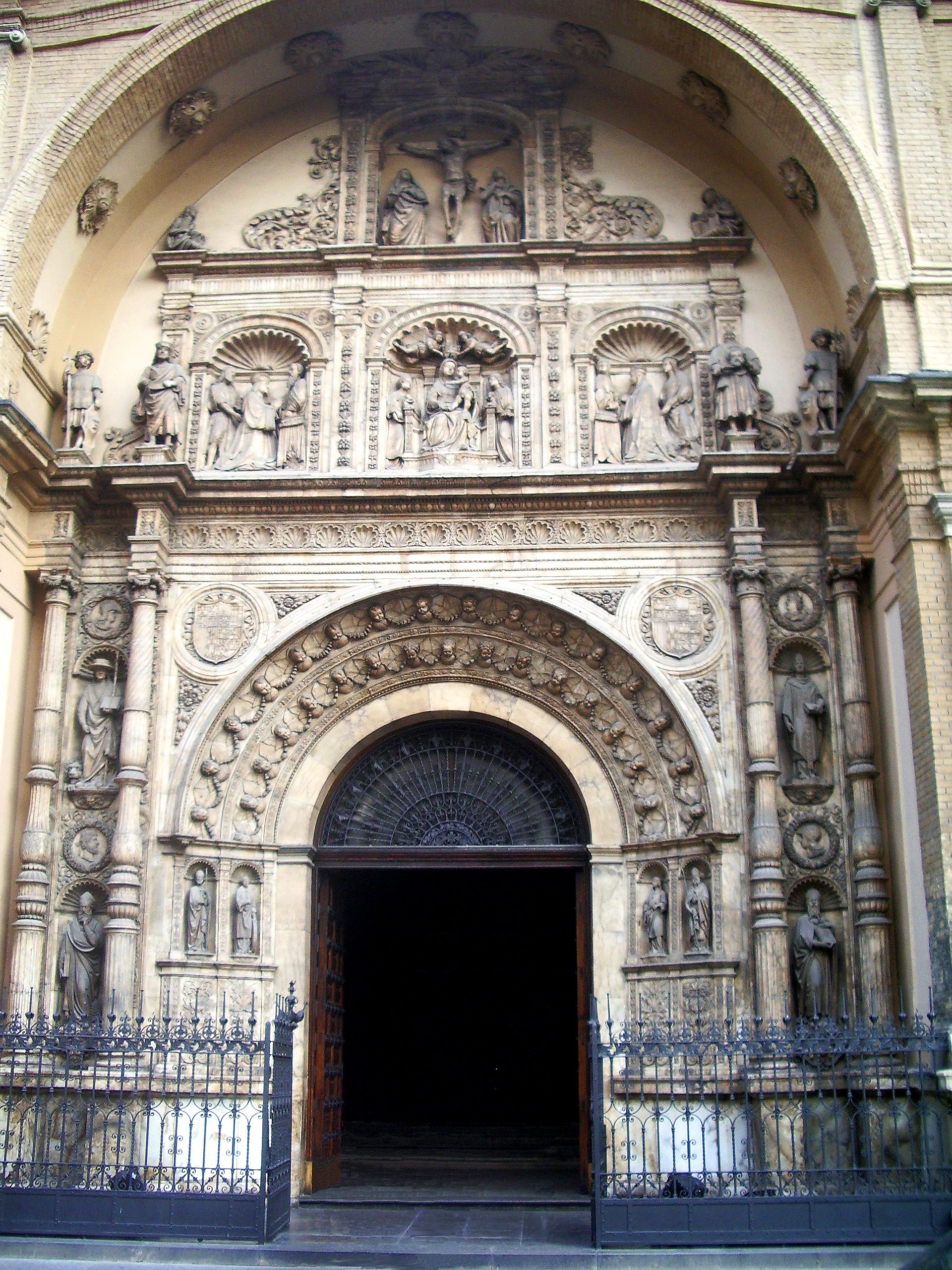
Portada renacentista de Santa Engracia de Gil de Morlanes el Viejo.

En el primer tercio del siglo XVI destacó en Aragón la figura de Gil de Morlanes el Viejo, natural de Daroca, que había comenzado su carrera como escultor en pleno arte gótico llegando a tener desde 1493 el título de “Escultor de Fernando el Católico”. Este rey le encargó los sepulcros de Juan II y Juana Enríquez en el monasterio de Poblet (1496-1499). El maestro Morlanes, ya entrado el siglo XVI, supo adaptarse perfectamente a las nuevas formas del arte renacentista, siendo el verdadero introductor de este cambio en Aragón. Las esculturas del retablo del Juicio Final de la abadía de Montearagón son una buena muestra de su quehacer renacentista. Su última obra fue la portada principal del monasterio de Santa Engracia, de patrocinio real, en 1515. No llegó a terminarla, dado su avanzada edad, traspasando la obra a su hijo Gil de Morlanes el Joven.
Los tres grandes escultores fueron Damián Forment, Joly (españolizado Yoli) y Juan de Moreto. Con ellos y sus seguidores terminó la primera etapa de escultura aragonesa renacentista. El periodo siguiente no aportó grandes figuras. La mayoría de los discípulos de Forment trabajaron fuera de Aragón. El hijo de Moreto, Pedro de Moreto, continuó por un tiempo a la muerte de su padre en 1547, en el taller, acometiendo diversos encargos, como la ornamentación de la capilla funeraria de San Bernardo en la seo de Zaragoza, pero este escultor murió muy pronto. También trabajaron en varios encargos los escultores Bernardo Pérez y Juan de Liceire, que no aportaron grandes innovaciones.

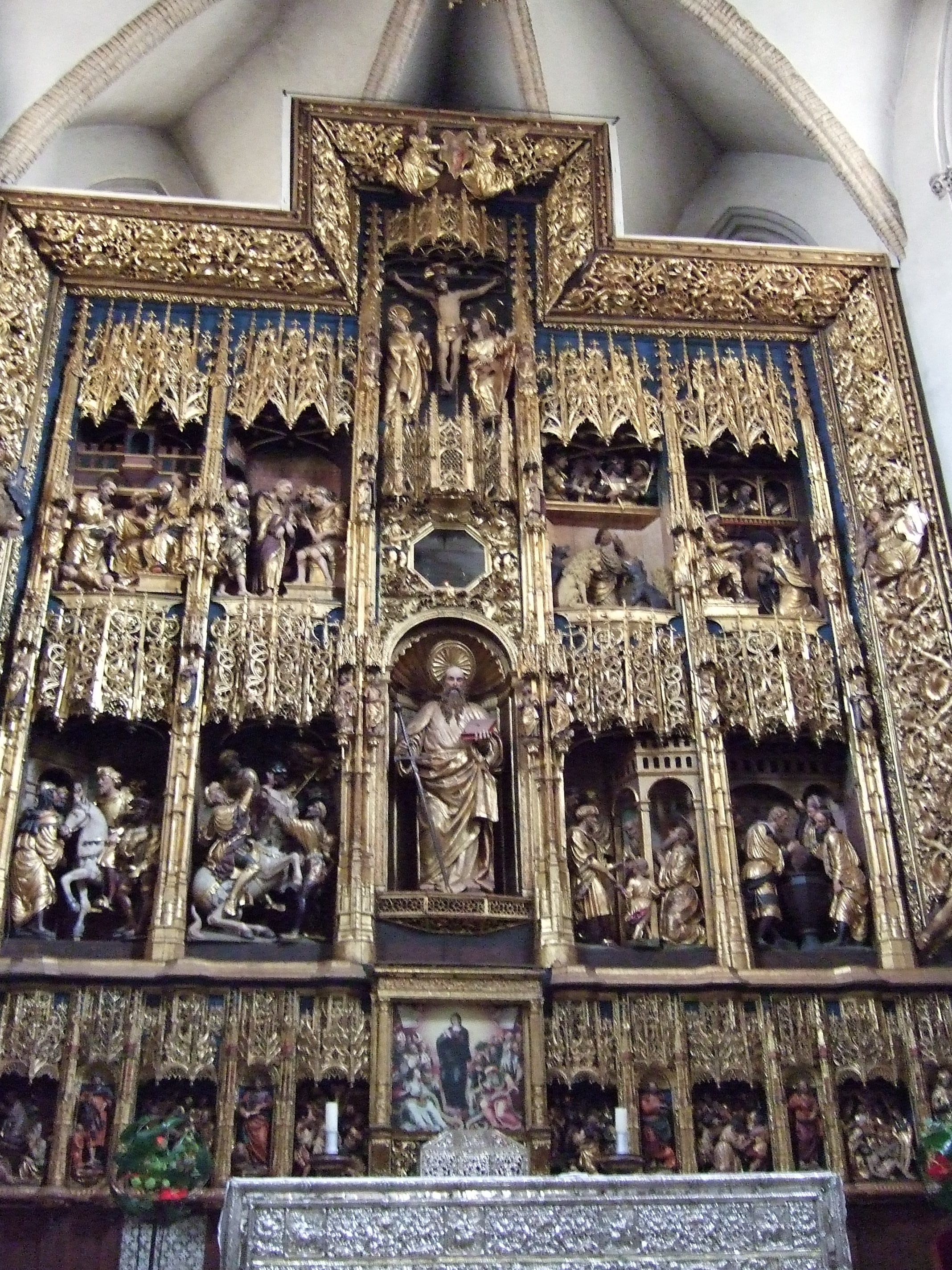
Iglesia de San Pablo, retablo mayor. Las esculturas renacentistas son de Damián Forment.
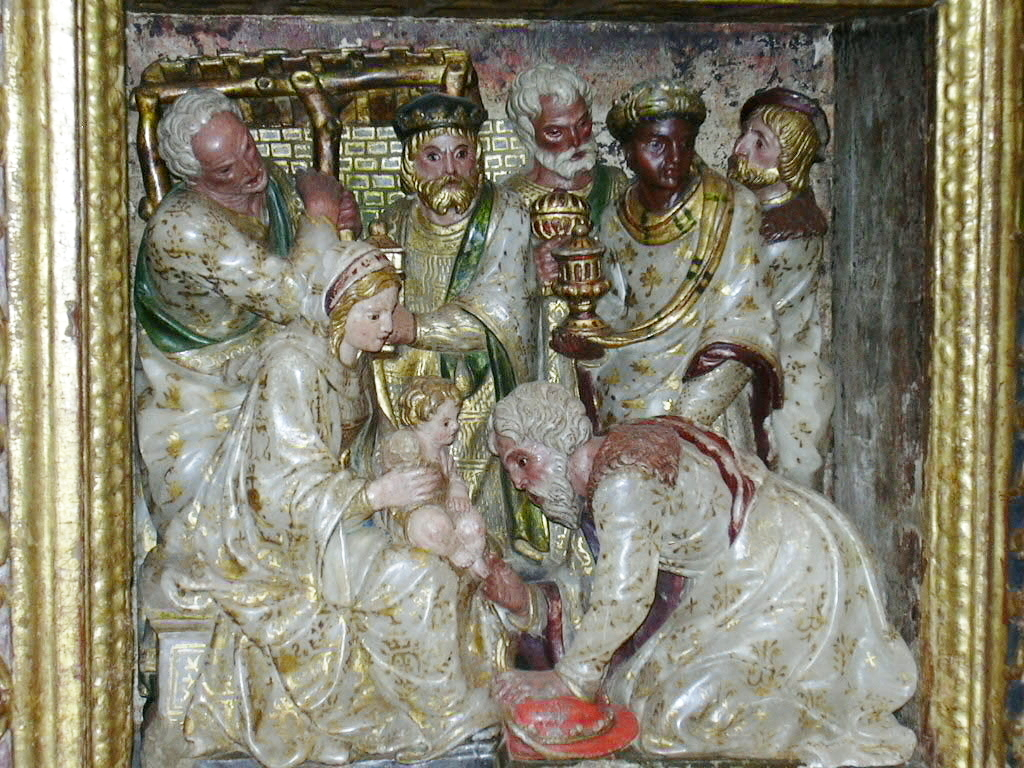
Retablo de Santiago de la Colegiata de Bolea, obra en alabastro de Gabriel Yoly.

### Los tres grandes escultores: Damián Forment, Gabriel Yoly y Juan de Moreto

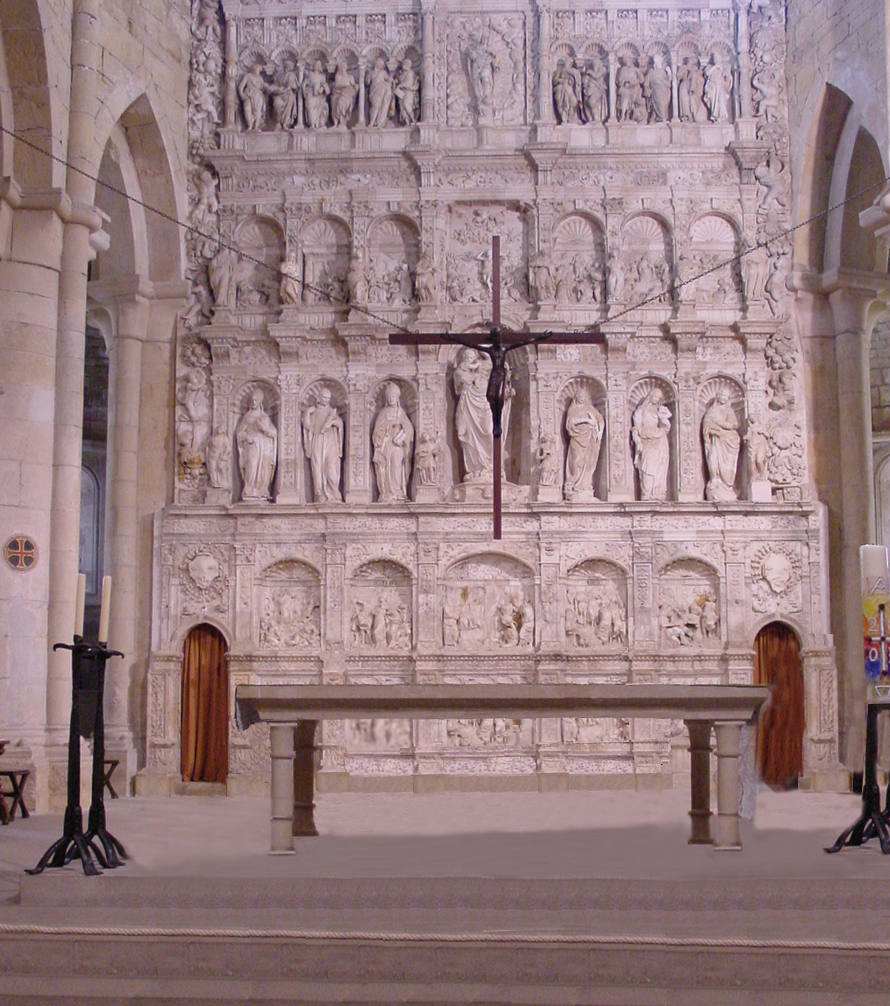
Retablo del monasterio de Poblet, de Damián Forment.

Damián Forment fue el verdadero creador de una escuela renacentista en Aragón, autor de muchas obras de encargo y creador también de un taller donde trabajaban y aprendían un buen número de ayudantes y futuros artistas. Fue un gran maestro que formó escultores muy dignos que supieron seguir estrictamente sus enseñanzas. En su taller tenía colaboradores flamencos y franceses, además de los españoles. Un hecho muy importante para la vida y obra de Forment fue su amistad con el impresor Jorge Coci pues a través suyo tuvo conocimiento de la obra del pintor Durero que fue una gran fuente de inspiración para el escultor.
Su primera obra importante fue el retablo mayor del Pilar de Zaragoza en 1509, que había sido encargado anteriormente a Miguel Gilbert, que murió antes de poder comenzar la obra. Es un retablo con reminiscencias góticas pues todo el entablamento salvo el banco está realizado en este estilo. En esta parte baja del retablo se hallan los medallones esculpidos con los rostros de Damián Forment y su esposa, obra del propio Forment.

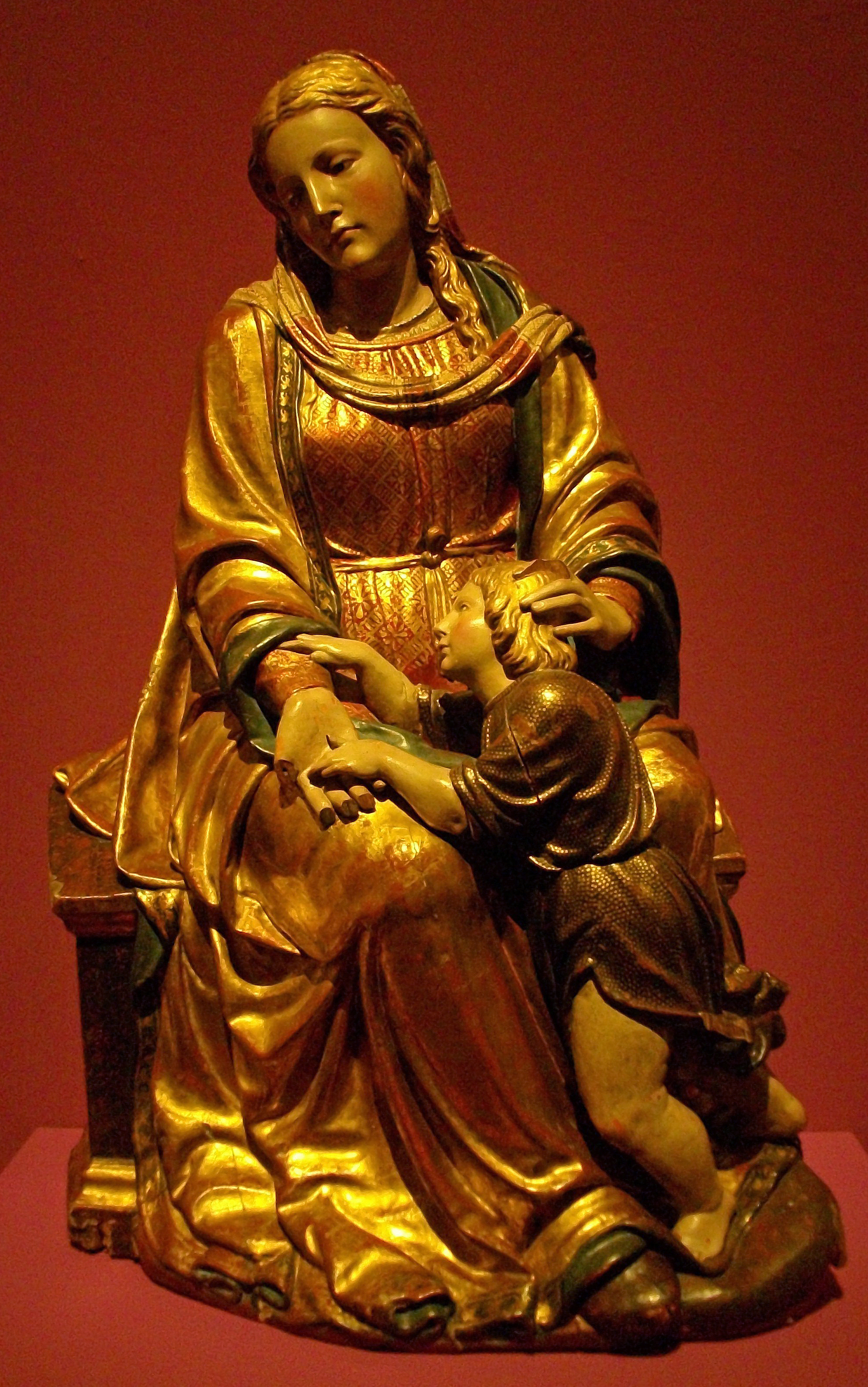
Gabriel Yoly, Virgen con el Niño (1527), procedente de la Iglesia de Villafeliche (Zaragoza).

Su obra maestra final fue el retablo para el monasterio de Poblet, terminado en 1529, donde el escultor muestra ya un pleno Renacimiento y donde el gótico está totalmente ausente. Está organizado en banco, sotabanco y tres cuerpos con tres calles distribuidas en superposición de órdenes, con un nuevo lenguaje clásico y con temas decorativos de frutas y guirnaldas en los extremos que sustituyen las antiguas polseras góticas. Esta obra supuso en el arte catalán la introducción de las formas renacentistas.
Gabriel Yoly fue el segundo gran maestro de la escultura aragonesa, muy influenciado por la obra de Forment. Trabajó en Aragón y en Navarra. Tuvo una estrecha colaboración con el escultor Gil Morlanes el Joven hasta tal punto que desde 1520 y durante cuatro años hicieron a medias todos los contratos. En Teruel hizo retablos en distintas iglesias, obras éstas de gran inspiración y belleza. Destaca entre ellos uno de sus últimos trabajos, el retablo mayor de la Catedral de Teruel, tallado en madera sin policromar en 1536.
Juan de Moreto, escultor florentino que tuvo una enorme influencia en la consolidación de las nuevas formas renacentistas en Aragón. Sin tener una gran personalidad, su arte es correcto y bello. Su trabajo fue casi siempre en colaboración con otros maestros. Mucha de su producción está perdida pero queda como ejemplo de buen hacer toda la estructura del retablo del obispo Conchillos en la catedral de Tarazona (1535), cuya escultura se debe a Gabriel Yoly y la policromía y dorado a Antón de Plasencia y Francisco de la Puente. Su obra final fue la taracea de los respaldos de la sillería del coro de la basílica del Pilar donde trabajaron en colaboración los escultores-tallistas Nicolás Lobato y Esteban de Obray. El trabajo de Moreto está firmado con estas palabras:

Iuan Moreto Florentin me fecit

#### El taller de Damián Forment
Este taller fue el más representativo de la época. En él trabajaron un buen número de profesionales y aprendices, todos bajo la dirección del propio Forment y siguiendo sus trazas, modelos en barro y dibujos. El taller mantenía una gran actividad debido a la enorme demanda de obras. Forment lo dirigía y encauzaba la talla de la mayoría de las obras encargadas, aunque de su mano salían las principales esculturas. Se empezó a formar y creció sobremanera con el encargo del retablo mayor de la Basílica del Pilar.

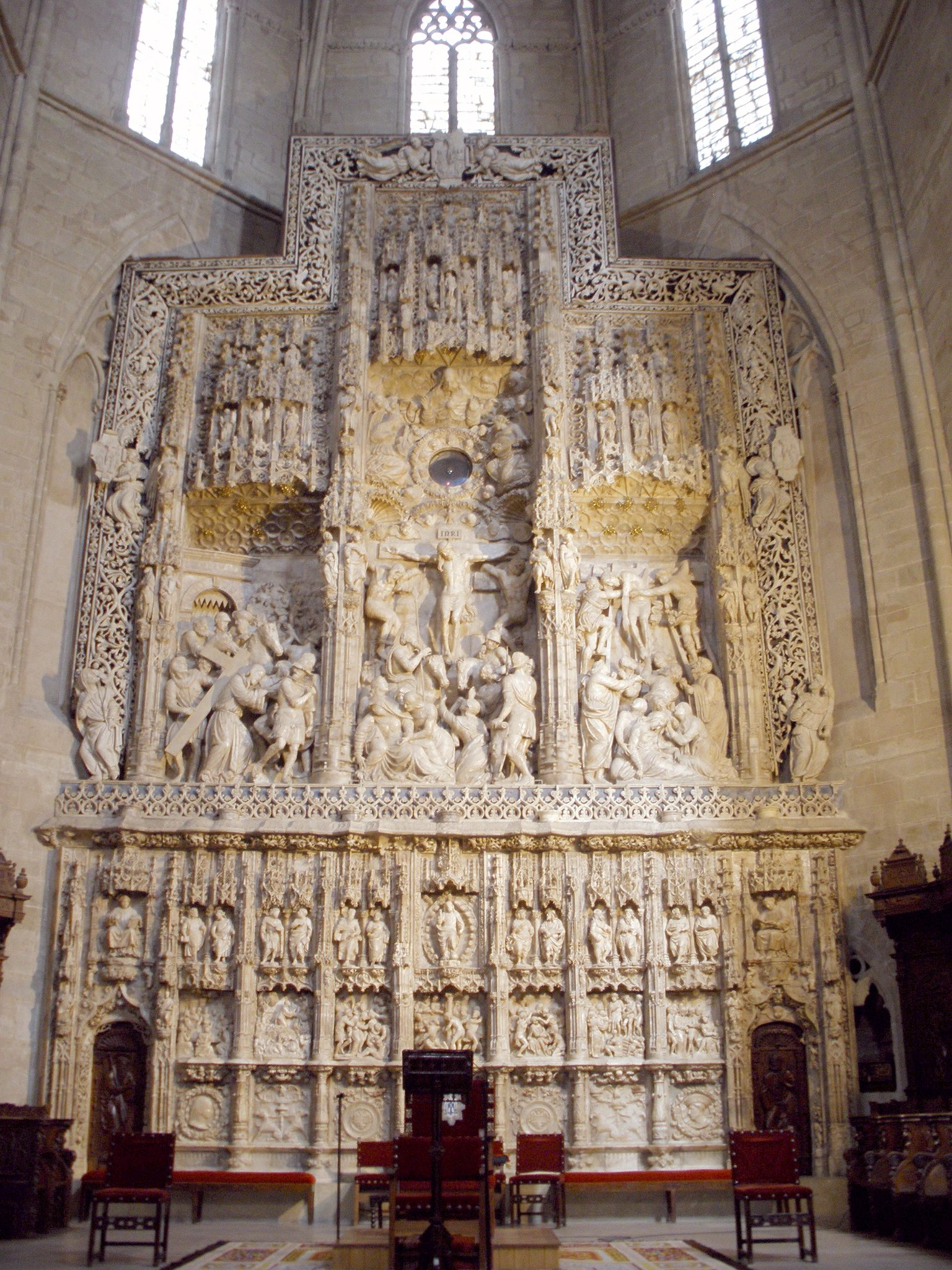
Retablo mayor de la catedral de Huesca.

En el mes de septiembre de 1520 Forment firmó un contrato para realizar el retablo mayor de la catedral de Huesca. El trabajo presumía ser de tal envergadura que el escultor trasladó todo su taller y su propia familia a esta ciudad. Además incrementó el número de aprendices y colaboradores. Los documentos dan los nombres de Esteban de Solórzano, Diego García, Pedro Muñoz, Juan de Lorena, Sebastián Ximénez de Alfaro, Luis Muñoz, Andrés de Bles, Paulo de Huert, Guillaume Tomás, Guillén de Robays, Juan de Frías y Juan de Caranz. La obra duró hasta 1532 y con ese motivo la ciudad de Huesca se convirtió en un importante foco de actividad artística. El retablo de Huesca se considera hoy como la segunda gran obra de Forment, por su calidad y por su envergadura.Por entonces regía la diócesis de Huesca el prelado Juan de Aragón y de Navarra, miembro de la casa real, que fue el gran mecenas de este proyecto. En el contrato se especificaron claramente una serie de imposiciones, como la de seguir el modelo del retablo mayor de la Basílica del Pilar de Zaragoza, tanto en las trazas como en calidad, y seguir un programa iconográfico bien especificado (aunque sufrió algunos cambios según se iba ejecutando).
El éxito del retablo fue rotundo aun antes de su terminación. La fama de Forment y su taller se extendió rápidamente por toda la Corona de Aragón. Ello supuso un aumento de contratos y por tanto una mayor actividad en el taller. Epila, San Mateo de Gállego, La Almunia de Doña Godina, Zaragoza, son localidades que se aprestaron a encargar obras. Todas se hicieron al mismo tiempo que se seguía trabajando en el retablo de Huesca. Desde Mallorca le encargaron en 1524 un retablo para Valldemosa y ese mismo año Damián Forment tuvo necesidad de contratar a su antiguo discípulo Juan de Salas para que le ayudara a hacer imágenes. Fue precisamente este escultor el que difundió en las islas Baleares las enseñanzas recibidas y el estilo de Forment.
A partir de 1526 aumentó de nuevo el trabajo en el taller con peticiones para Cataluña: Vallbona de las Monjas, monasterio de Poblet, ciudad de Lérida y catedral de Tarragona. El retablo de Poblet fue un encargo muy importante, tanto que para realizarlo se trasladó un grupo de trabajadores del taller ubicado por el momento en Huesca, a las inmediaciones del monasterio, comprometiéndose el abad Pedro Caixal a darles alojamiento y comida. Este retablo se terminó y se asentó en 1529, antes de la fecha prevista, lo que hace presuponer la gran labor desarrollada por el taller. En este retablo Forment abandonó por completo todo recuerdo del gótico, articulándolo con arreglo a unas trazas de lenguaje clásico con superposición de órdenes. Sustituyó las tradicionales polseras por temas decorativos italianos de guirnaldas, angelotes y frutas colgantes. Esta obra fue decisiva para la introducción de las formas renacentistas en Cataluña.

#### La importancia del retablo mayor de la iglesia del Pilar

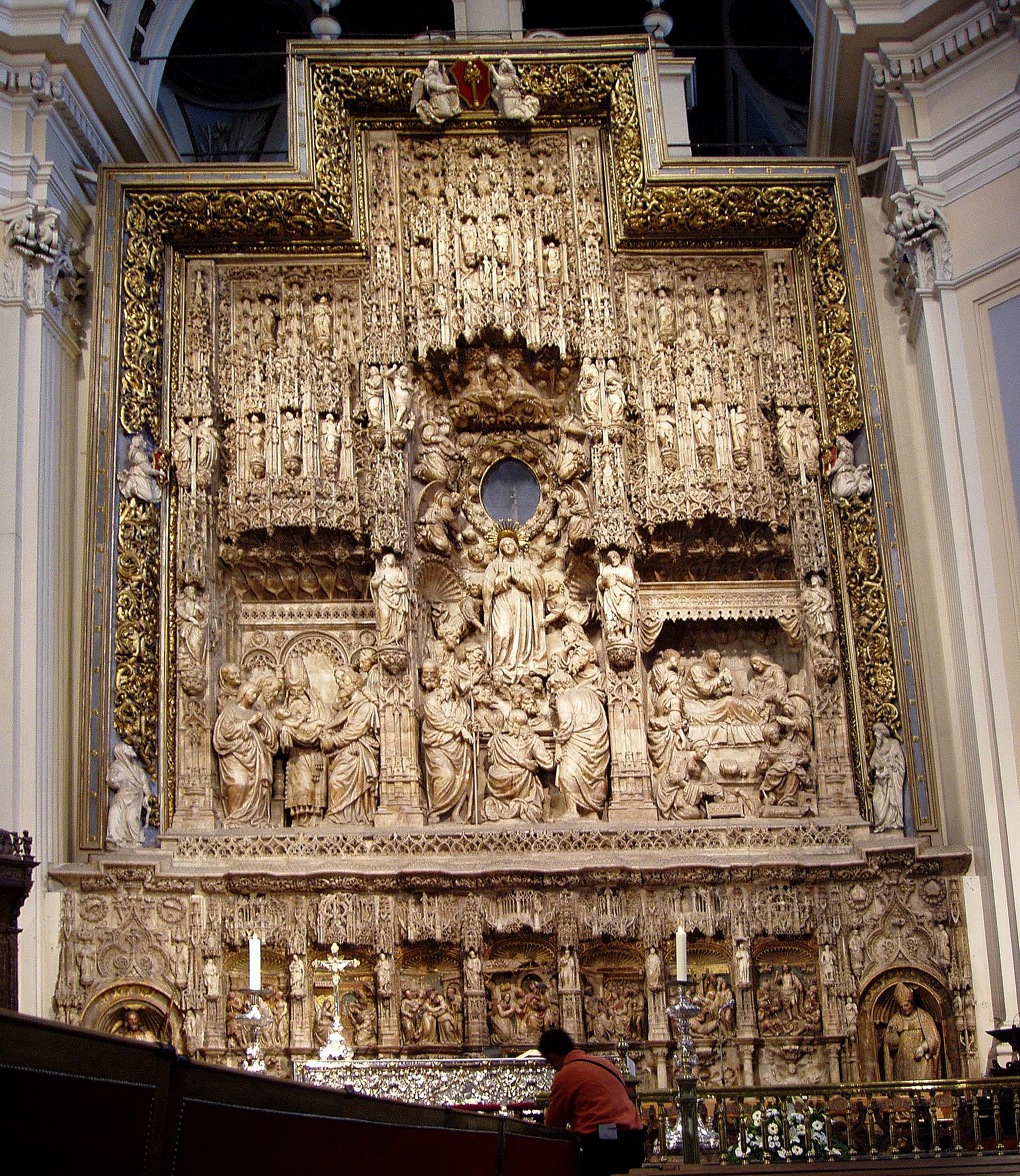
Retablo mayor de la basílica del Pilar de Damián Forment (1518). Las figuras y la predela muestran un carácter claramente renacentista.

Se considera este retablo como una de las piezas escultóricas más relevantes del Renacimiento español. La realización del retablo contó con un gran equipo de buenos profesionales dirigido por Damián Forment y trabajando todos en su taller. Ese equipo estaba formado por gentes que llegaron de distintos puntos de España, además de los propios aragoneses y otros de procedencia francesa. Forment aplicó además en el trabajo el sistema de subarriendo en la persona de Miguel Arabe (o Árabe) que era un entallador en piedra. A este escultor le encargó en 1515 los dos tabernáculos de las calles laterales. Arabe murió sin terminar la obra y Forment contrató a Juan de Segura. Fue muy importante para el trabajo colectivo en el taller el sistema del diseño. En una pared de este gran establecimiento había una muestra del retablo trazada en carbón. También había otra muestra en lienzo colgada en una pared de la iglesia del Pilar. Era la traza aprobada.
El retablo no solo abrió el camino profesional al escultor Forment sino que fue un ejemplo a seguir para los artistas escultores de Aragón. Sobre todo fue esencial el ejemplo dado en la manera de trabajar en equipo en un taller. El éxito del retablo del Pilar y los múltiples encargos que surgieron como consecuencia, dieron lugar al definitivo asentamiento de Damián Forment en Zaragoza. El momento histórico que se vivía en esos meses era muy propicio para el trabajo pues se esperaba la llegada de Carlos I y su Corte a esta ciudad lo que suponía gran movimiento de gentes importantes, de artistas y de intercambio cultural.

#### Últimos años del taller de Forment
A partir de 1534 comienzan los últimos años del trabajo de Damián Forment y su taller. En la última etapa renovó otra vez los aprendices y colaboradores con una larga lista en la que están incluidos los nombres de Gaspar de Pereda, Arnao de Bruselas, Francisco Navarro, Natuera Borgoñón, Bernal Forment, (su sobrino).
En estos últimos años salieron a la luz obras tan magníficas como:
- El sepulcro de Juan de Lanuza, virrey de Aragón y comendador mayor de Alcañiz. Fue ejecutado al romano. Se encontraba en la Santa Capilla de la colegiata mudéjar de Santa María la Mayor, remodelado hoy como templo barroco de El Pilar. En la actualidad es patrimonio perdido y solo quedan del conjunto dos esculturas de Virtudes guardadas en el Ayuntamiento de Alcañiz.
- Retablo mayor de Santo Domingo de la Calzada, gran y costosa empresa cuyo mecenas e impulsor fue Alonso de Castilla. Se contrató en 1537 y se entregó en 1539. Fue una gran labor de taller, trabajando algunos de sus colaboradores como verdaderos imagineros. Tal fue el caso del escultor Gaspar de Pereda a quien Forment pagó especialmente por algunas de sus imágenes. Damián Forment murió en diciembre de 1540 y con él desapareció su taller que había sido el más importante de Aragón y uno de los más activos en el resto de España. De este taller salieron muchas y muy buenas obras, siempre a partir de los dibujos y modelos en barro de su director el escultor renacentista Damián Forment.[12]

## La segunda mitad del siglo XVI

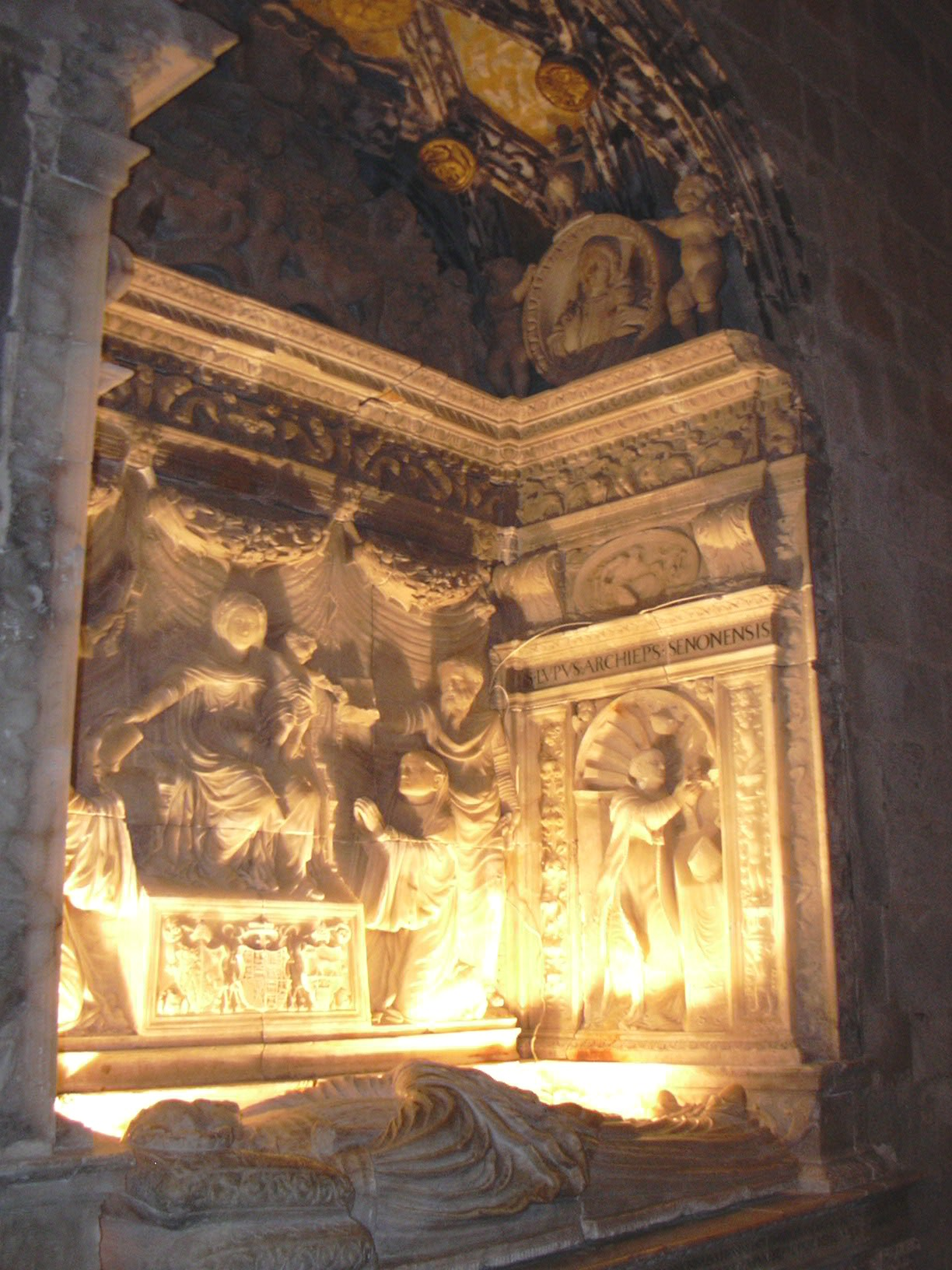
Sepulcro del abad Lope Marco del Monasterio de Veruela, de Bernardo Pérez y Pedro Moreto.

A partir de mediados del siglo destacados imagineros darán continuidad al legado escultórico de Forment, Yoly y Juan de Moreto. Uno de los más prometedores artistas fue Pedro Moreto, aunque su temprana muerte le impidió mostrar todo su valor. Formado con Juan Pérez Vizcaíno, un discípulo de Yoli, estaba destinado a revolucionar el estado de la escultura en Aragón, como muestra su buen trabajo en el sepulcro del arzobispo Hernando de Aragón de La Seo.
Otro artista destacado es Bernardo Pérez quien, en colaboración con Pedro Moreto, se encargó del sepulcro en alabastro del abad Lope Marco del Monasterio de Veruela, en un estilo que continúa el utilizado en el importante monumento funerario al arzobispo aragonés y su madre Ana de Gurrea en la capilla dedicada a San Bernardo de la catedral zaragozana antes mencionado. El sepulcro de la madre del prelado fue realizado por Juan de Liceire, discípulo de Forment y uno de los imagineros más célebres en Aragón en esta segunda mitad del siglo. Liceire realizó en 1559 un sepulcro para el conde de Aytona en Avingañá, en la actual provincia de Lérida. Concluyó al año siguiente el retablo mayor de la catedral de Barbastro, que había iniciado Forment. De su mano proceden las escenas Oración del Huerto, Prendimiento, Ecce-Homo, Cristo con la cruz a cuestas y Piedad. 
Muy activo en estas fechas está Juan Martínez de Salamanca, que regentó un importante taller en Calatayud y continuó las trazas de Pedro Moreto en el retablo mayor de Ibdes, que incorporó pinturas de Pietro Morone. Bilbilitano es el escultor Pedro Martínez, quien también abrió obrador en la ciudad de Marcial. Contrató el retablo mayor de La Muela, trabajó en el retablo mayor de la catedral de Barbastro y en el de la de Tarazona. En Zaragoza trabajaron profusamente Jacques Rigalte y sobre todo su hijo Juan Rigalte, o Jerónimo de Mora. En el sur de Aragón, siguiendo el estilo del último Yoly, trabaja Cosme Damián Bas, que renovó el lenguaje figurativo de su maestro Gabriel Yoly en el retablo mayor de la catedral de Albarracín.

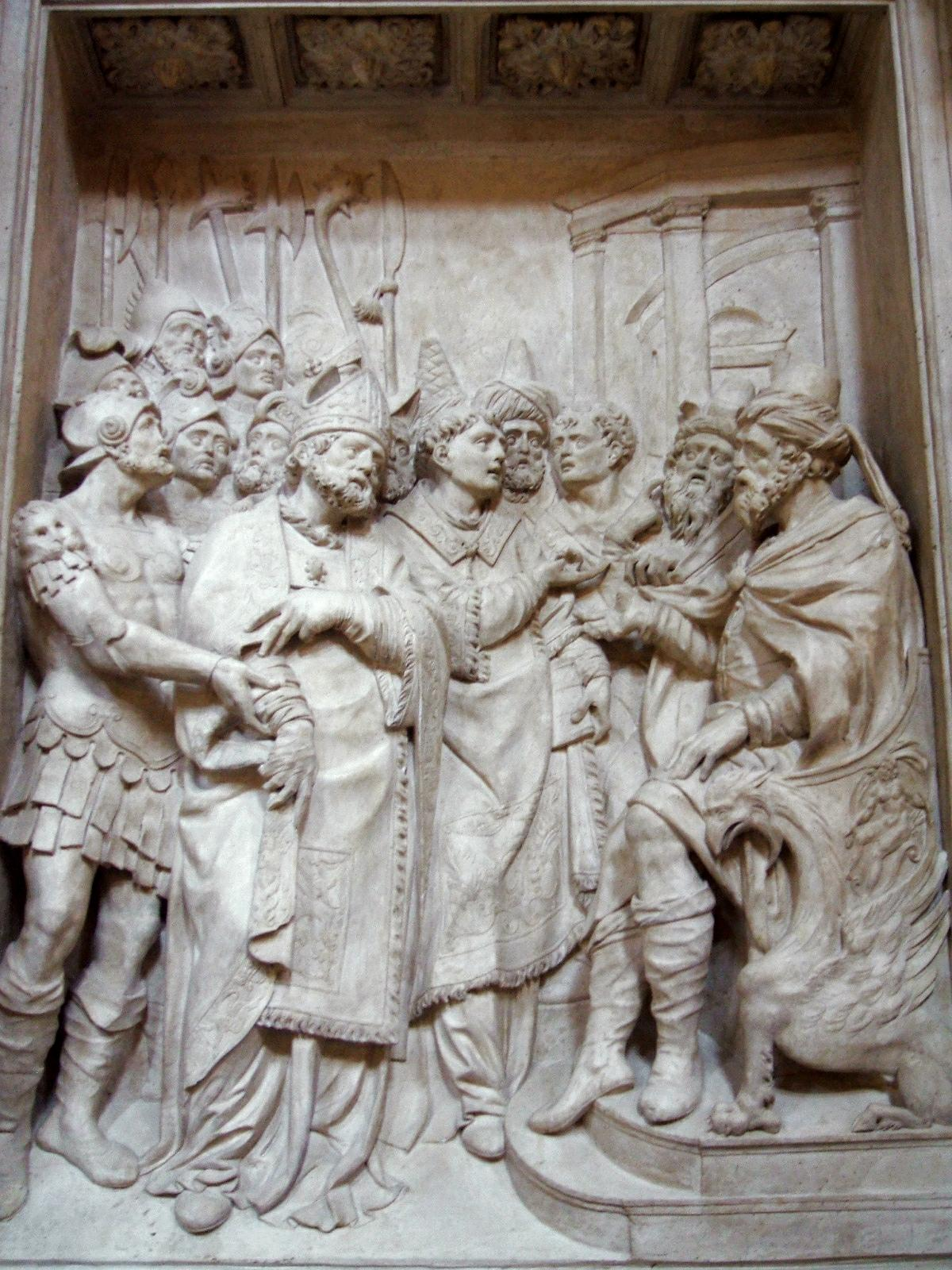
Relieve del Trascoro de la Seo de Zaragoza por Arnao de Bruselas.

La gran demanda de proyectos de escultura hizo que en Aragón se recurriese en 1557 al antiguo oficial de Forment, Arnau de Bruselas que estaba trabajando en La Rioja. Se le pidió que hiciese una obra de gran interés: la decoración del trascoro de la seo de Zaragoza. Hizo los relieves del tramo de los pies y el grupo del Calvario, ensayando posturas manieristas en el grupo del martirio de San Vicente donde también demostró un perfecto estudio anatómico del desnudo, antecedente de lo que sería años después la corriente romanista. Pero Arnau de Bruselas no se afincó en Aragón y terminado su trabajo, regresó a La Rioja en 1560. También acudieron a satisfacer la cantidad de obras requeridas los navarros Pedro González de San Pedro, Nicolás de Berástegui y su hijo Juan de Berroeta, que se ocuparon entre 1571 y 1591 de la ejecución de la sillería del coro de la catedral de Huesca. Asimismo, fueron requeridos en Aragón los servicios del escultor romano Andrea Fortunato de Peregrinis. 
En los últimos años del siglo XVI comenzó el lento proceso de cambio hacia la escultura romanista con la figura de Juan de Ancheta, quien terminó en 1571 las delicadas figuras del retablo de la capilla de los arcángeles de san Miguel, Gabriel y Rafael de la catedral zaragozana, mandada construir por el destacado financiero judeoconverso Gabriel Zaporta. La llegada del maestro vasco, formado en la escuela imaginera vallisoletana, dio un nuevo impulso a la escultura en Aragón, pues en Ancheta se unía el dinamismo expresivo de un Juan de Juni con la fuerza anatómica de raigambre miguelangelesca. Soberbio es su Cristo Crucificado del Hospital de Nuestra Señora de Gracia de Zaragoza (1570-1575).

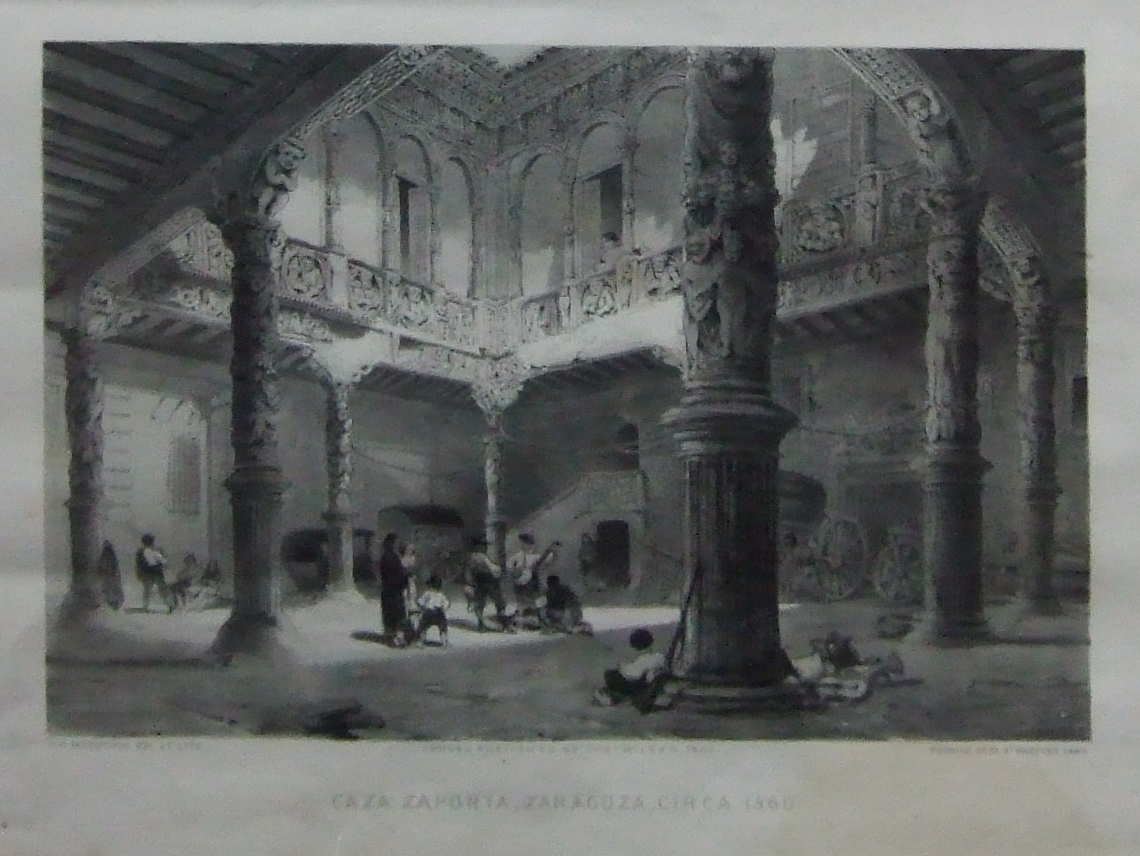
Patio de la casa de Gabriel Zaporta en un grabado de 1850.

## Obras más representativas
- Retablo mayor de la Basílica del Pilar, aunque la estructura es gótica, las imágenes son ya puramente renacentistas. Obra de Damián Forment.
- Portada principal del monasterio de Santa Engracia, obra de Gil Morlanes el Viejo, que mereció una especial atención del pintor y tratadista aragonés del siglo XVII Jusepe Martínez.
- Imagen de Santa Engracia en la cripta de la basílica actual. Obra en alabastro de Morlanes el Viejo.
- Patio de la casa de Gabriel Zaporta, mercader y banquero del emperador Carlos V, integrado en el actual edificio central de Ibercaja de Zaragoza.
- Fachada de la lonja-ayuntamiento de Tarazona (1558-1565) con un friso de gran interés con el tema de la coronación de Carlos V en Bolonia.

## Patrimonio disperso
Muchas obras renacentistas no se hallan en su lugar de origen por distintas circunstancias. Algunas se pudieron recuperar y colocar en otros lugares (iglesias o museos). Ésta es una pequeña demostración  que no pretende ser una lista exhaustiva.
- Retablo del Juicio Final procedente de la abadía de Montearagón, obra de Gil de Morlanes el Viejo. Se encuentra en el Museo Diocesano de Huesca.
- San Onofre, procedente del convento de Santo Domingo y custodiada en el Museo de Zaragoza. Obra de Forment.
- Retablo de madera de la vieja parroquia de San Juan de Vallupié; esta iglesia medieval amenazaba ruina por lo que su culto fue trasladado a la Iglesia de San Juan el Real (Calatayud). También se trasladó la imagen titular. El resto del retablo está en la parroquia de Sediles; se atribuyen como autores de este retablo a Damián Forment y a Juan de Moreto.[n. 6]

## Patrimonio perdido
Muchas obras renacentistas están desaparecidas o perdidas por diversas causas: robo, incendios, destrucción, guerras. Lo mismo que en la sección anterior, lo que sigue es una pequeña muestra.
- Sepulcro de Juan de Lanuza y Pimentel, virrey y almirante de Sicilia. Estuvo en el claustro de la Santa Capilla del Pilar de Zaragoza.
- La mayor parte de los sepulcros realizados, como el del canciller Selvagio del monasterio de Santa Engracia, cuyos autores fueron Vigarny y Alonso Berruguete.
- Sepulcro de alabastro y retablo, encargo de Jaime Conchillos, obispo de Lérida, que fue uno de los grandes mecenas. Obra de Forment.
- Retablo de San Joaquín y Santa Ana, en alabastro, encargo de los albaceas de Jaime de Luna. Desapareció en el siglo XVIII. Obra de Forment.
- Portada de piedra de la vieja parroquia de San Juan de Vallupié, de Calatayud. Obra de Forment.